# Змінюючи реальність
«Змінюючи реальність» (англ. The Adjustment Bureau) — американський романтичний фантастичний трилер 2011 року сценариста і режисера Джорджа Нолфі, віддалено заснований на короткій повісті Філіпа К. Діка «Бригада налаштування» (англ. Adjustment Team).
Головні ролі виконували: Метт Деймон, Емілі Блант, Ентоні Макі, Джон Слеттері, Майкл Келлі, Теренс Стемп й Ентоні Руйвівар.
Музичний супровід створив Томас Ньюман, він містить дві пісні Річарда Ешкрофта, «Future's Bright» (Сяйво майбуття) на стартову сцену; «Are You Ready» (Ви готові?) для титрів. В Україні фільм вийшов у кінотеатрах 3 березня 2011, у світовий прокат днем пізніше.
У фільмі розповідається про Девіда Норріса, успішного політика, який зустрічає балерину Еліз. Усе в житті політика йде наче за його планом, за винятком того, що Девід не може познайомитися з балериною ближче через дивні обставини. Одного разу він довідується, що причина цього полягає в Плані таємничого Управління, та вирішує не коритися йому.

## Сюжет
Бруклінський конгресмен Девід Норріс балотується до Сенату США. Попри початковий успіх, він програє вибори і журналісти чекають його коментаря. Готуючись до виступу, Девід випадково зустрічає дівчину, яка вислуховує його, і обоє пристрасно цілуються. Девід не дізнається її імені, але натхненний цією подією, він виголошує відверту промову. Він не говорить так, як було заплановано, і це робить його фаворитом на наступних виборах до Сенату.
Через місяць двоє чоловіків влаштовують подію, що повинна змінити життя Девіда. Гаррі Мітчелл отримує призначення від Річардсона пролити каву на сорочку Девіда до 7:05 ранку. Через це Девід піде додому, щоб переодягнутися. Проте Гаррі засинає на лавці, тому Девід сідає в автобус, де зустрічає дівчину, з якою цілувався раніше. Перш ніж вона виходить з автобуса, Девід дізнається її ім'я (Еліз) та номер телефону, записаний на папірцеві.
Девід приходить на роботу раніше, і бачить усіх колег застиглими, поки їх оглядають незнайомі чоловіки, серед яких і Річардсон. Він намагається втекти, але зрештою його схоплюють. Річардсон відкриває Девіду існування «Бюро коригування», організації, що забезпечує відповідність життя людей до «Плану», створеного «Верховним» (агент натякає, що це Бог). Як він каже, Девід не повинен був бачити Еліз вдруге, тому знищує папірець з її телефоном. Річардсон відпускає Девіда, попереджаючи, що його пам'ять і особистість будуть стерті, якщо він комусь розповість про те, що дізнався.
Кар'єра Девіда після цього швидко покращується. Гаррі призначає зустріч із Девідом і розповідає, що він один з наглядачів, які живуть значно довше за людей. Вони не можуть знати майбутнє, проте здатні передбачати вибір людей і влаштовувати нібито випадкові події для правильного виконання Плану.
Минуло три роки. Девід бачить Еліз на вулиці. Він виходить з автобуса та запрошує її на обід, але Чарлі (керівник передвиборної кампанії Девіда), з ініціативи Річардсона перешкоджає побаченню. Девід уперто вирушає на репетицію Еліз з сучасним балетом Сідар-Лейк, хоча члени Бюро хочуть йому завадити, телепортуючись крізь двері.
Річардсон дізнається, що Девід і Еліз постійно перетинаються через залишки попередніх версій Плану, згідно з яким вони повинні бути разом. Томпсон, старший чиновник у Бюро, бере на себе справу Девіда. Він призначає зустріч для Девіда, який стверджує, що має право обирати власний шлях у житті. Проте, як каже Томпсон, План убезпечує людство від таких подій, як світові війни. Томпсон пояснює Девіду, що стосунки з Еліз позбавлять його шансу стати президентом Сполучених Штатів, а Еліз не стане всесвітньо відомою танцівницею та хореографом. Томпсон влаштовує Еліз травму, щоб вона опинилася в лікарні.
Через одинадцять місяців Чарлі, керівник кампанії Девіда та його найкращий друг, сповіщає Девіда про весілля Еліз, яке відбудеться невдовзі. Гаррі таємно домовляється про зустріч із Девідом, коли йде дощ, оскільки вода заважає Бюро відстежувати людей. Гаррі відчуває провину за всі неприємності, які він влаштував Девіду, тому навчає його як користуватися дверима для телепортації та дає йому капелюх і ключ, без яких телепортуватися неможливо. Девід досягає Еліз перед весіллям і розповідає їй про Бюро, підтвердивши свої слова демонстрацією телепортації. Агенти Бюро переслідують їх по всьому Нью-Йорку, і, зрештою, Девід вирішує спробувати звернутися зі своєю справою безпосередньо до Верховного. Еліз вирішує супроводжувати його, і вони заходять до штаб-квартири Бюро. Вигнані на дах і оточені, Девід і Еліз освідчуються в коханні одне одному та цілуються. З'являється Томпсон, але його перериває Гаррі, який представляє нещодавно відредагований План Верховного для Девіда та Еліз, де їхня доля більше не визначена наперед. Гаррі хвалить Девіда та Еліз за їхню відданість і відпускає, припускаючи, що справжній План Верховного може полягати в тому, щоб люди боролися за свою свободу волі та творили власні долі, як це зробили Девід та Еліз.

## У ролях
- Метт Деймон — Девід Норріс
- Емілі Блант — Еліз Селліс
- Ентоні Макі — Гаррі Мітчелл
- Джон Слеттері — Річардсон
- Майкл Келлі — Чарлі Трейнор
- Ентоні Рюївівар — МакКреді
- Стемп Теренс — Томпсон
- Педро Паскаль — Пол де Санто
- Дженніфер Елі — бармен

## Сприйняття
Фільм «Змінюючи реальність» зібрав на агрегаторі Rotten Tomatoes 72 % схвальних відгуків критиків і 67 % позитивних оцінок пересічних глядачів. На Metacritic його середня оцінка складає 60 балів зі 100.
Лу Люменік у газеті «New York Post» написав, що фільм нагадує «Початок» і «Людей у чорному», проте недостатньо напружений. Літературне джерело було легко переробити на романтичну історію, та «ті, хто справді очікує гострих відчуттів, швидше за все, будуть розчаровані фільмом, де найбільша напруга полягає в тому, хто може були Верховним». Критик зауважив, що в агентах «Бюро коригування» не видно серйозної загрози, а їхні слова сумнівні. Якщо вони перешкоджають катастрофам, позбавляючи людей вибору, то незрозуміло чому сталися такі події, як теракти 11 вересня.
Пітер Бредшоу з газети «The Guardian» описав «Змінюючи реальність» як «темну комедію», що й не намагається бути серйозною. «„Змінюючи реальність“ — це фільм, який не варто сприймати всерйоз, але в його основі лежить цікава ідея: успішні політики — це люди, яким не пощастило в коханні. Щастя притупляє бойовий дух; тільки розбите серце може викликати гнів і голод, необхідні для справжньої політичної перемоги. Це цілком може бути правдою».